# Linia kolejowa Bitterfeld – Stumsdorf
Linia kolejowa Bitterfeld – Stumsdorf – niezelektryfikowana jednotorowa i regionalna linia kolejowa w Niemczech, w kraju związkowym Saksonia-Anhalt. Łączy Bitterfeld i Stumsdorf. 